# Cyclops abyssorum
Cyclops abyssorum is een eenoogkreeftjessoort uit de familie van de Cyclopidae. De wetenschappelijke naam van de soort werd in 1863 voor het eerst geldig gepubliceerd door Georg Ossian Sars.